# Marco Fabbri
Marco Fabbri (* 2. Februar 1988 in Mailand) ist ein italienischer Eiskunstläufer, der im Eistanz startet. Zusammen mit Charlène Guignard ist er Europameister 2023.

## Karriere
Nachdem Marco Fabbri – mit der späteren Einzelläuferin und Paarläuferin Stefania Berton – bereits in der Jugendklasse im Eistanz erfolgreich gewesen war, betätigte er sich von 2001 bis 2007 vornehmlich als Einzelläufer. Er bestritt in dieser Zeit mehrere Juniorenweltmeisterschaften und andere Juniorenwettbewerbe. 2007 entschloss er sich, zum Eistanzen zurückzukehren. Er lief zunächst mit Paola Amati.
Seit 2010 ist die Französin Charlène Guignard seine Partnerin. Mit ihr bestritt er 2011 seine erste Weltmeisterschaft und 2012 seine erste Europameisterschaft.
Bei den Olympischen Winterspielen 2014 erreichten Fabbri und Guignard Platz 14. Im Teamwettbewerb vertraten sie Italien bei der Kür im Eistanz. Das italienische Team erreichte im Gesamtergebnis den vierten Platz mit knappem Vorsprung vor Japan.
In der Saison 2018/19 qualifizierten sich Fabbri und Guignard durch zwei Silbermedaillen bei Wettbewerben der Grand-Prix-Serie erstmals für das Grand-Prix-Finale, in dem sie die Bronzemedaille gewannen. Bei den Europameisterschaften 2019 gewannen sie ebenfalls die Bronzemedaille. Das Paar schloss die Saison mit Platz acht bei den Weltmeisterschaften 2019 ab.

## Persönliches
Fabbri hat einen jüngeren Bruder, Andrea (* 1992), der ebenfalls als Eistänzer aktiv ist.

## Ergebnisse (Auswahl)

### Eistanz
Zusammen mit Charlène Guignard:
| Meisterschaft / Jahr                                                  | 2011    | 2012    | 2013    | 2014    | 2015    | 2016    | 2017    | 2018    | 2019    | 2020    | 2021    | 2022    | 2023    | 2024    |
| --------------------------------------------------------------------- | ------- | ------- | ------- | ------- | ------- | ------- | ------- | ------- | ------- | ------- | ------- | ------- | ------- | ------- |
| Olympische Winterspiele                                               |         |         |         | 14.     |         |         |         | 10.     |         |         |         | 5.      |         |         |
| Weltmeisterschaften                                                   | 19.     |         | 17.     | 14.     | 12.     | 10.     | 11.     | 9.      | 8.      | A       | 6.      | 4.      | 2.      |         |
| Europameisterschaften                                                 |         | 11.     | 9.      | 8.      | 6.      | 7.      | 6.      | 5.      | 3.      | 4.      | A       | 3.      | 1.      |         |
| Italienische Meisterschaften                                          | 2.      | 2.      | 2.      | 2.      | 2.      | 2.      | 2.      | 2.      | 1.      | 1.      | 1.      | 1.      | 1.      | 1.      |
| Wettbewerb / Saison                                                   | 2010/11 | 2011/12 | 2012/13 | 2013/14 | 2014/15 | 2015/16 | 2016/17 | 2017/18 | 2018/19 | 2019/20 | 2020/21 | 2021/22 | 2022/23 | 2023/24 |
| GP Finale                                                             |         |         |         |         |         |         |         |         | 3.      |         |         | A       | 3.      |         |
| GP Cup of China                                                       |         |         | 5.      |         |         |         |         |         |         |         |         |         |         |         |
| GP Helsinki                                                           |         |         |         |         |         |         |         |         | 2.      |         |         |         |         |         |
| GP Internationaux de France                                           |         |         |         |         | 5.      |         |         | 5.      |         | 3.      | A       |         | 1.      | 1.      |
| GP MK John Wilson Trophy                                              |         |         |         |         |         |         |         |         |         |         |         |         | 1.      |         |
| GP NHK Trophy                                                         |         |         |         |         |         |         |         |         |         | 3.      |         |         |         |         |
| GP Rostelecom Cup                                                     |         |         |         |         |         | 4.      | 4.      | 5.      |         |         |         | 2.      |         |         |
| GP Skate America                                                      |         |         |         |         | 6.      |         | 4.      |         | 2.      |         |         |         |         |         |
| GP Skate Canada                                                       |         |         |         | 7.      |         | 4.      |         |         |         |         |         | 2.      |         |         |
| Universiade                                                           |         |         |         |         | 1.      |         |         |         |         |         |         |         |         |         |
| GP = Grand Prix; CS = Challenger Series; A = ausgefallener Wettbewerb |         |         |         |         |         |         |         |         |         |         |         |         |         |         |

Zusammen mit Paola Amati bei den Junioren:
| Meisterschaft / Jahr         | 2008/09 |
| ---------------------------- | ------- |
| Juniorenweltmeisterschaften  | 20.     |
| Italienische Meisterschaften | 3.      |

### Einzellauf
| Meisterschaft / Jahr         | 2003/04 | 2004/05 | 2005/06 | 2006/07 |
| ---------------------------- | ------- | ------- | ------- | ------- |
| Juniorenweltmeisterschaften  | 24.     |         | 27.     | 18.     |
| Italienische Meisterschaften | 3.      | 3.      |         | 2.      |